# Terenotriccus erythrurus
A Terenotriccus erythrurus a madarak (Aves) osztályának a verébalakúak (Passeriformes) rendjébe és a Tityridae családjába tartozó Terenotriccus nem egyetlen faja.
Egyes rendszerbesorolásaok a Myiobius nembe sorolják Myiobius erythrurus néven.

## Előfordulása
Mexikó, Costa Rica, Ecuador, Honduras, Nicaragua, Panama, Belize, Bolívia, Brazília, Kolumbia, Francia Guyana, Guatemala, Guyana, Peru, Suriname és Venezuela területén honos.

## Alfajai
- Terenotriccus erythrurus amazonus
- Terenotriccus erythrurus brunneifrons
- Terenotriccus erythrurus erythrurus
- Terenotriccus erythrurus fulvigularis
- Terenotriccus erythrurus hellmayri
- Terenotriccus erythrurus purusianus
- Terenotriccus erythrurus signatus
- Terenotriccus erythrurus venezuelensis